# اهم (دهانه)
اهم یک دهانه برخوردی در ماه‌ است.